# Legacy of Kain: Soul Reaver 2
Legacy of Kain: Soul Reaver 2 è un videogioco della saga Legacy of Kain, seguito di Legacy of Kain: Soul Reaver, sviluppato dalla Crystal Dynamics e pubblicato dalla Eidos Interactive nel 2001 per PlayStation 2 e Windows.

## Trama
A seguito degli eventi narrati nel precedente Soul Reaver, Raziel, tuffatosi nel varco temporale generato dalla Macchina Tessitrice del Tempo rimessa in funzione da Kain, si ritrova nella Fortezza dei Sarafan, a ben trent'anni nel passato dagli eventi di Blood Omen, dove i Pilastri di Nosgoth non sono ancora stati irrimediabilmente corrotti, imbattendosi proprio nella figura del Guardiano del Tempo Moebius, che lo accoglie trionfalmente come un eroe. 
L'incontro tra i due non è dei migliori, con Moebius che neutralizza preventivamente la Mietitrice d'Anime di Raziel tramite i poteri del suo scettro, ma hanno comunque modo di discutere della loro situazione corrente; il Tessitore del Tempo, infatti, mostra di conoscere bene i suoi intenti e, pur non chiarendo del tutto il proprio ruolo all'interno della dinamica degli eventi, gli propone un'alleanza in nome del suo antico retaggio umano da Sarafan, indirizzandolo all'attuale ubicazione di Kain. 
Il Guardiano non è in condizioni di poter offrire una cura alla sua condizione di vampiro-wraith, ma riesce a spingerlo ad accettare la sua proposta facendo leva sulla sua fiera e nobile immagine di ciò che Raziel era un tempo da umano, benché lo spettrale vampiro mostri ancora riserbo nei suoi confronti. Partito dunque alla ricerca del proprio obbiettivo, facendosi strada a fil di lama tra le stanze della Fortezza, rinviene una maestosa sala ospitante la tomba di William il Giusto, sepolto con tutti gli onori, poiché ucciso da Kain quando questi, per poter distruggere la Nemesi e la sua letale armata, viaggiò con l'aiuto di Moebius indietro nel tempo. Lì, la Mietitrice di Raziel si fonde spontaneamente a quella in frantumi di William, prosciugando al protagonista molta della sua energia vitale, ma in compenso concedendogli una volontà molto più forte di domarne la lama (da ora in poi, Raziel è in grado di richiamare la sua Mietitrice in qualsiasi circostanza e senza alcuna limitazione). A seguito di ciò, Raziel si confronta bruscamente con Moebius, nel mentre sopraggiunto sulla scena e malauguratamente sprovvisto del suo scettro, che gli confessa d'essere in realtà un fedele servitore del Dio Anziano; confuso e frastornato dai recenti sviluppi, Raziel si congeda dal Guardiano, abbandonando la Fortezza.
Nell'esplorare questo passato, Raziel fa delle scoperte molto interessanti: in tempi remotissimi, esistevano due potentissime razze che, da tempo immemore, solevano guerreggiarsi per la supremazia su Nosgoth; alla fine, dopo indicibili scontri, una delle due, gli Hylden, ebbe la peggio, venendo bandita in un'altra dimensione per l'eternità (gli stessi Pilastri che proteggono le terre di Nosgoth, furono in realtà eretti dall'altra razza come sigillo tra questo mondo e la dimensione-prigione dove vennero relegati gli Hylden). Come ritorsione della loro gravosa sconfitta, gli Hylden riuscirono, prima di subire la loro tragica sorte, ad infettare con un misterioso stratagemma la loro razza rivale, rendendoli i primissimi vampiri della storia. Alla fine, Raziel riesce a localizzare Kain, con il quale ha un duro scontro, che però lo vede trionfante. Il suo ex-signore, dopo avergli confessato di essere a conoscenza delle origini dei Pilastri da ben prima di lui, implora la sua grazia, sostenendo che, essendo i Pilastri una creazione - e quindi anche un tesoro - dei vampiri, la sua morte per il ristoro dell'Equilibrio avrebbe causato l'inesorabile estinzione della loro razza; alla fine, messo di fronte alla scelta di servire fedelmente il normale andamento delle maglie del destino uccidendo Kain e quello invece di perseguire un proprio cammino autonomo, opta per quest'ultimo. Quando poi Kain gli propone una collaborazione in nome di un interesse comune per i Pilastri, Raziel lo abbandona, desideroso di indagare il suo passato ed il suo vero ruolo negli intrighi del fato.
Scegliendo dunque di disertare la missione datagli dal Dio Anziano, Raziel decide allora di trovare la residenza di Vorador, per avere così le risposte che sta cercando. Arrivato alla dimora del vecchio vampiro, scopre dallo stesso che può trovare le sue risposte solo dal suo antico signore, Janos Audron. Tuttavia, essendo Janos stato ucciso più di cinque secoli or sono dai Sarafan, Raziel deve tornare ulteriormente indietro nel tempo, in un'epoca in cui Janos sia ancora vivo. Recatosi nuovamente da Moebius per utilizzare la sua Macchina Tessitrice del Tempo, viene da questi tratto in inganno, venendo spedito invece a più di cent'anni nel futuro, dove lo stesso Guardiano del Tempo, deceduto ormai da più d'un secolo, ha sterminato gran parte dei vampiri e, di conseguenza, creature demoniache ed umani lottano forsennatamente per la sopravvivenza in un mondo devastato e pressoché inospitale, al fine di spingere Raziel a compiere il dovere del Dio Anziano. Raziel, infine, riesce a trovare un modo per raggiungere l'epoca giusta ed incontrare così Janos. 
Quest'ultimo, sentito la sua storia, lo incoraggia a trovare il potere del fuoco per la sua Mietitrice d'Anime, indirizzandolo all'ubicazione della forma materiale della Mietitrice e, mentre è alla sua ricerca, un plotone di Sarafan fa irruzione nella dimora di Janos e lo uccide, strappandogli infine il cuore come segno di vittoria. Raziel assiste alla raccapricciante scena e riconosce nel comandante del plotone ed assassino di Janos il se stesso umano, quando era un comandante dei Sarafan. Una storia narrava che il Cuore delle Tenebre, ovvero il cuore appartenuto a Janos Audron, aveva il potere di ridare la vita a un vampiro (verrà infatti utilizzato in futuro dal Guardiano della Morte Mortanius su Kain nel primo Blood Omen).
Raziel non può accettare che Janos muoia in questo modo e, giurando vendetta verso il vecchio se stesso ed i Sarafan, si lancia all'inseguimento degli umani per recuperare il Cuore delle Tenebre. Nell'inseguimento, demoni di ogni tipo gli si avventano contro per fermarlo, e qui si rende conto che essi sono stati evocati da Moebius stesso, visto che si trovano in un'epoca ben anteriore a quella dell'avvento della Nemesi (vedere Blood Omen: Legacy of Kain). I demoni vengono tutti sconfitti da Raziel, che riesce quindi a raggiungere la fortezza. Lì Moebius usa i poteri del suo scettro per impedire a Raziel di usare la Mietitrice d'Anime nella sua forma spettrale, ma egli riesce a trovare quella materiale, utilizzandola per difendersi dall'orda dei Sarafan. Con sua stessa sorpresa, essa si impadronisce completamente di lui, attribuendogli una forza spaventosa ed una vera e propria invulnerabilità, grazie alla quale trucida selvaggemente tutti i suoi fratelli (Dumah, Turel, Rahab, Zephon e Melchiah) e la sua stessa controparte umana, arrivando così a scoprire come fosse avvenuta la loro morte da Sarafan. A seguito di ciò, la Mietitrice d'Anime spettrale riprende forza ed avvolge la sua forma materiale, che all'improvviso si ritorcono contro Raziel, impalandolo brutalmente. Il vampiro, con grande orrore, capisce finalmente la verità: egli non è nient'altro che l'entità sovrannaturale albergante all'interno della leggendaria Mietitrice d'Anime, destinato ad essere intrappolato in un ciclo temporale infinito. 
Kain, rimasto in disparte fino a quel momento, interviene estraendo la Mietitrice materiale dal corpo di Raziel, prima che questa possa consumarlo definitivamente. In questo modo Raziel sopravvive, e Kain ha nuovamente modo d'impugnare la Mietitrice materiale. Questo evento cambia il corso del destino ancora una volta, con Kain che riceve inoltre le nuove memorie provocate da questa inedita linea temporale e capisce di essere caduto in una trappola orchestrata nell'ombra dagli Hylden. Mentre Raziel, ormai privo di forze, è gradualmente risucchiato nel Regno Spettrale, Kain cerca di metterlo in guardia dal riportare in vita Janos Audron ma il vampiro è fin troppo stremato e non sente le sue parole. Appena giunge nel Regno Spettrale, Raziel ritrova la forma spettrale della Mietitrice, ancora legata a lui, e capisce che l'esito finale del suo destino non è stato cambiato, ma soltanto posticipato.

## Modalità di gioco
Il secondo capitolo di Soul Reaver mostra un gameplay fedele al suo predecessore. La maggior differenza è riscontrabile nell'utilizzo della Mietitrice che, a differenza del primo Soul Reaver, è utilizzabile a piacimento dal giocatore nel Regno materiale (nel capitolo precedente appena si subiva un danno nel Regno materiale l'arma spariva, mentre era sempre utilizzabile in quello spirituale). Se il giocatore sceglie di estrarre la lama, questa possiede una potenza illimitata, ma consuma l'anima delle sue vittime al posto di Raziel che non recupera così vita.